# 허연승
허연승(1996년 12월 17일 ~ )은 대한민국의 축구 선수로, 포지션은 골키퍼다. 현재 서울FC마르티스에서 뛰고 있다.